# Fritz Sikorovsky
Fritz „Sikerl“ Sikorovsky (* 20. Mai 1915 in Leibnitz; † 20. November 1995) war ein österreichischer Bergsteiger, dem mehrere Erstbegehungen vorwiegend im Gesäuse und der Hochschwabgruppe gelangen. Er gehörte zu den ersten Alpinisten, die Routen des damals höchsten Schwierigkeitsgrades (VI+) begehen konnten.

## Biographie
Der gelernte Bauspengler lebte in Graz und arbeitete später als Monteur für eine Erdölfirma. Als Kind und Jugendlicher kletterte er gern in Höhlen, wobei er für den Höhlenkunde-Landesverein, den Kellerhals zum Kleinen Wetterloch des Schöckl erstdurchstieg. Der Höhlenforscher Karl Wüstner erkannte sein Talent und konnte ihn 1933 zum Bergsteigen überreden. Seine ersten (leichten) Touren in der Hochschwabgruppe, den Hausbergen der Grazer Kletterer, waren die Baumgartner-Route in der Winkelkogel-Nordwestwand und der Günther-Weg in der Hochschwab-Südwand. 1934 steigerte er die Schwierigkeiten mit unter anderem mit der neunten Begehung des Winkelkogel-Nordwestpfeilers (Schwierigkeit 6-) und einer Winter-Erstbegehung in der Kalbling-Südostwand (Gesäuse).
1935 folgten die erste Winterbegehung des Günther-Weges am Winkelkogel, die Erstbegehung der Hofertalturm-Nordwand und die Erstbegehung der Schartenspitz-Südwestwand. Im selben Jahr wurde er in den Österreichischen Touristenklub aufgenommen. 1936 wiederholte er bekannte schwierige Routen wie die Südwand des Großen Festlbeilsteins (3. Begehung) und den Höllmauer-Südpfeiler (4. Begehung).
Vom 13. bis 16. Juni 1936 gelang ihm mit Raimund Schinko die Erstbegehung der Dachl-Rosskuppen-Verschneidung, die lange Zeit als die schwierigsten Tour im Gesäuse galt (UIAA 6+). An einer Erstbegehung waren bis dahin zahlreiche Spitzenkletterer wie z. B. die Seilschaft Fritz Kasparek und Sepp Brunhuber gescheitert. Wegen ihrer damals außergewöhnlichen Schwierigkeiten wurde diese Route lange auch als „Todesverschneidung“ bezeichnet, obwohl bis zur Erstbegehung und auch danach kein Alpinist in ihr den Tod gefunden hatte. Sikorovskys Bericht über die Begehung erschien unter anderem 1979 in den Festschriften „50 Jahre Bergsteigergruppe im Österreichischen Touristenklub“ und „100 Jahre Österreichischer Touristenklub Graz“ sowie im „Bergsteiger“. Zahlreiche Alpinisten scheiterten in den folgenden Jahren bei Versuchen, die Route zu wiederholen, meist an der als „Holzkeil-Querriss“ oder „Holzpackl-Quergang“ benannten Seillänge, einer der Schlüsselstellen. Die zweite Begehung gelang erst Leo Forstenlechner und Karl Wagner im August 1948. Seither wurde die Route von vielen Spitzenalpinisten wie Walter Almberger, Hans Bärnthaler, Karl Golikow, Richard Hoyer, Toni Hiebeler, Leo Schlömmer (im Alleingang, 1963), Klaus Hoi und Hugo Stelzig durchstiegen.
1938 erregte die Seilschaft Sikorovsky/Schinko mit einer weiteren schwierigen Erstbegehung Aufsehen, der Stangenwand-Südostwand. Auch diese Route konnte lange (bis 1947) nicht wiederholt werden. 1939 beging er erstmals die Koschutnikturm-Nordwand. Im Zweiten Weltkrieg diente er bei den Gebirgstruppen, wobei er während einer Hochgebirgsausbildung General Eduard Dietl auf den Großglockner führte.
Im Zweiten Weltkrieg führte er 1940 im Rahmen des Unternehmens Büffel eine neun Mann starke Erkundungsgruppe über 220 km des weglosen norwegischen Berglandes zwischen Sørfold und Narvik.

### Erstbegehungen
- 1934: Winter-Erstbegehung in der Kalbling-Südostwand (IV), Gesäuse
- 1935: Winter-Erstbegehung des „Günther-Weges“ in der Hochschwab-Südwand (V), Hochschwab
- 1935: Erstbegehung der Hofertalturm-Nordwand (V+), Mitteralm (Hochschwabgruppe)
- 1935: Erstbegehung der Route „Hakentechnisch in Vollendung“ (VI+) in der Schartenspitze-Südwestwand, Mitteralm (Hochschwabgruppe)
- 1936: Erstbegehung der Dachl-Rosskuppen-Verschneidung (VI+), Gesäuse
- 1938: Erstbegehung der Stangenwand-Südostwand (VI+), Hochschwab
- 1939: Erstbegehung der Koschutnikturm-Nordwand (V), Koschuta, Karawanken